# Sylvie Honigman
Sylvie Honigman (* 17. September 1965) ist eine französische Althistorikerin und Hochschullehrerin. 

## Leben
Sylvie Honigman studierte an der Universität Paris 1 Pantheon-Sorbonne und erwarb 1986 einen Bachelor-Abschluss in Geschichte. 1989 schloss sie ihr Studium mit der Agrégation in den Fächern Geschichte und Geographie an der École normale supérieure sowie 1990 mit einem Master in Alter Geschichte ab. 1995 wurde sie mit der Dissertation Les Orientaux dans l’Égypte grecque et romaine: Onomastique, identité culturelle et statut personal (Orientalen im ptolemäischen und römischen Ägypten: Onomastik, kulturelle Identität und persönlicher Status) bei Joseph Mélèze-Modrzejewski promoviert. Während ihres Doktoratsstudiums arbeitete Honigman von 1991 bis 1994 in Teilzeit in der Abteilung für Geschichte der Universität Paris-Est Créteil. Im akademischen Jahr 1994–1995 war sie Vollzeit-Doktorandin in der Abteilung für Geschichte an der Universität Caen Normandie.
Von 1995 bis 1998 war Honigman Dozentin für Alte Geschichte an der Universität Caen. 1998 wurde sie Lecturer für Alte Geschichte an der Universität Tel Aviv. Seit 2003 ist sie dort Senior Lecturer.

## Forschungsschwerpunkte
Honigmans Forschungsinteressen umfassen die hellenistische Periode, die griechische Geschichtsschreibung in der hellenistischen Periode, Juden im ptolemäischen und römischen Ägypten und die jüdische Literatur im Zeitalter des Hellenismus.
Honigman ist am Maccabees Project der Boston University beteiligt.

## Publikationen (Auswahl)
- mit Christophe Nihan und Oded Lipschits: Times of Transition Judea in the Early Hellenistic Period. Penn State University Press, 2021, ISBN 978-1-64602-114-7 (englisch, Google Books).
- The Septuagint and Homeric Scholarship in Alexandria. Study in the Narrative of the 'Letter of Aristeas'. Routledge, 2003, ISBN 978-0-415-28072-3 (englisch, Google Books).
- Tales of High Priests and Taxes. The Books of the Maccabees and the Judean Rebellion against Antiochos IV. University of California Press, 2014, ISBN 978-0-520-95818-0 (englisch, Google Books).